# Megachile chrysophila
Megachile chrysophila là một loài Hymenoptera trong họ Megachilidae. Loài này được Cockerell mô tả khoa học năm 1896.